# Mortaio Stokes
Il mortaio Stokes o ML 3 inch Stokes era un mortaio da trincea britannico sviluppato durante la prima guerra mondiale.

## Storia
Lo Stokes è stato il progenitore dei mortai moderni, segnando un cambiamento notevole nella progettazione di queste armi, fino ad allora variamente considerate. Prima della sua comparsa era facile che artiglierie come gli obici pesanti venissero classificate come mortai, che però non rispondeva pienamente alla definizione moderna di queste armi. Essi erano infatti capaci anche di sparare a tiro diretto (primo arco, sotto i 45 gradi), come i cannoni, ed erano pesanti e complessi come cannoni di grosso calibro. Le bombarde invece erano capaci di far fuoco solo nel secondo arco, ma si trattava di mezzi rudimentali. Sir Wilfred Stokes realizzò il prototipo del suo mortaio nel 1915; a differenza delle armi precedenti e dei coevi mortai da assedio e "Minenwerfer" tedeschi, era un'arma leggera e semplice, con una canna liscia e corta, che poteva essere mossa al passo della fanteria e offriva un discreto livello di flessibilità, nonostante la gittata limitata a soli 700 metri. Per questa invenzione Stokes ricevette il cavalierato dell'Ordine dell'Impero Britannico (KBE) e una royalty di 1 sterlina per ogni mortaio prodotto.

## Impiego
Lo Stokes entrò in servizio nel British Army nel 1915 e al momento del trattato di Versailles disponeva di 1636 pezzi sul fronte occidentale. Solo negli anni 1930 fu sostituito dal Ordnance ML 3 in. Presso i paesi del Commonwealth rimase in servizio più a lungo, come per esempio con Nuova Zelanda che utilizzava questa arma ancora dopo la seconda guerra mondiale. Durante la Grande Guerra fu fornito alla Polonia, al Corpo Expedicionário Português (CEP) ed al American Expeditionary Forces (EF). La versione polacca 81 mm wz. 31 aggiornata del 1931 fu impiegata nel 1939 contro l'invasore tedesco, come ad esempio nella battaglia della Westerplatte. Trovò impiego nelle guerre della banana, risultando fondamentale per le forze americane nello sconfiggere i sandinisti. L'esercito paraguayano fece un estensivo uso degli Stokes durante la guerra del Chaco, soprattutto come arma d'assedio nella battaglia di Boquerón.
Nel 1917, nell'ambito delle forniture straniere per rimpiazzare i materiali persi nella ritirata di Caporetto, il Regno Unito fornì il mortaio anche al Regio Esercito italiano, presso il quale fu denominato "Lanciabombe da 76 mm Stokes". L'organico del battaglione di fanteria italiana dal 1917 fino al 1928, anno della radiazione, prevedeva un plotone con 4 mortai. La squadra addetta al pezzo era formata da 6 elementi, ovvero un graduato di truppa caposquadra, un soldato caricatore, due porgi-bomba e due preparatori. Nel 1943 lo ebbe in dotazione Esercito Cobelligerante Italiano.

## Tecnica

### Il mortaio
La configurazione dello Stokes è tanto semplice quanto rivoluzionaria, tanto che costituisce il progenitore di tutti i mortai moderni. Il tubo di lancio, in acciaio ad anima liscia, nonostante il calibro nominale ha diametro interno di 81,2 mm (3,2 pollici). Esso viene caricato dalla volata, mentre la culatta è chiusa da un tappo di culatta, all'interno del quale è fissato il percussore, che sporge all'interno della canna. La superficie semisferica del tappo di culatta poggia direttamente su uno dei tre incavi sulla piastra in acciaio, di forma rettangolare, la quale distribuisce l'energia di rinculo su una superficie maggiore di terreno. Il cavalletto di sostegno anteriore è formato da due gambe d'acciaio arpionate e pieghevoli, connesse ad un tubo cavo centrale che ospita il sistema di elevazione. Questo è formato da un vitone terminante con una forcella, azionato da una manovella posta sul tubo centrale. Il sistema di direzione o brandeggio è formato invece da un manicotto, solidale alla volata tramite un collare metallico, che scorre su un perno filettato trasversale, connesso alla manovella di direzione. Questa, inserita nella forcella ed attraverso il perno, funge quindi anche da chiavistello di unione tra tubo di lancio e cavalletto.
Il settore di tiro orizzontale aveva un'ampiezza di 18°, dei quali 6° dati dalla corsa del manicotto sul perno filettato e 12° dati dallo spostamento del tappo di culatta nelle tre sedi. Il settore di tiro verticale variava da +45° a +75° grazie al vitone di elevazione ed all'eventuale interramento della piastra d'appoggio.
Il trasporto dell'arma someggiato o su carrette avveniva in due casse, una per il tubo di lancio ed una per la piastra ed il cavalletto. Per il trasporto a spalla l'arma veniva scomposta in tre carichi: la canna (pesante 19,5 kg), la piastra d'appoggio (12,7 kg) ed il bipiede (16,7 kg), ognuno trasportato da un membro della squadra tramite apposite cinghie e maniglie. Il peso totale dell'arma completa è di 49 kg circa.

### Le munizioni

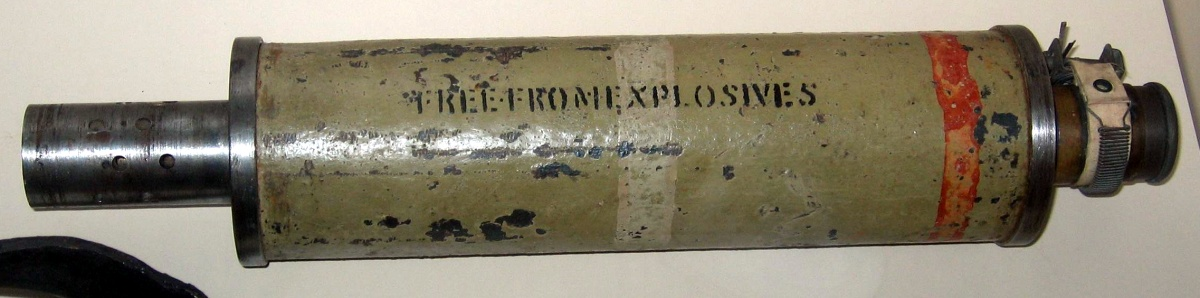
Granata HE cilindrica

Il mortaio Stokes utilizzava una munizione dedicata altrettanto innovativa, prodotta in diverse versioni. Durante la Grande Guerra la prima granata HE realizzata fu quella cilindrica, pesante 4,8 kg dei quali 1 kg costituito dalla carica in amatolo; il corpo bomba era un cilindro di lamiera metallica; il tappo superiore portava il bocchino per la spoletta, cui corrisponde all'interno un tubetto di innesco; il tappo inferiore presentava un codolo metallico con fori di espansione, che ospitava una speciale cartuccia; essa conteneva la carica di lancio (il modello "yellow" conteneva 95 grani di balistite, il modello "green" ne conteneva 120 grani) e la capsula a percussione di innesco sul fondo; intorno al codolo per aumentare la gittata potevano essere inserite delle cariche aggiuntive contenute in anelli di tela (contenenti 100 grani di balistite). Le varie gittate erano quindi ottenute combinando l'elevazione della canna con le otto combinazioni di cariche di lancio, compensando così il limitato settore di tiro verticale.
Con lo stesso corpo bomba della granata HE venne realizzata anche una versione inerte porta-messaggi ed una incendiaria-fumogena.
In seguito venne realizzata una granata HE ogivale, pesante 4,25 kg e formata da un corpo cilindrico chiuso da calotte ogivali, sempre munite di bocchino sopra e codolo sotto.
Sia la spoletta che la cartuccia venivano inserite sulla bomba solo al momento dell'utilizzo. Il Regio Esercito utilizzava due tipi di spoletta a percussione: la "Mills", sia originale che modificata, e la "Olergon per bombe Stokes".

### Funzionamento
Sir Stokes introdusse un meccanismo di sparo che è tuttora usato sui mortai leggeri e medi. Il suo mortaio veniva caricato dalla bocca, inserendo la granata dalla volata. Quando questa per gravità scivolava in fondo al tubo di lancio, la punta del percussore che sporgeva dal tappo di culatta batteva contro la capsula a percussione della cartuccia presente sul codolo. Quando questa innescava la carica di lancio, i gas dell'esplosione, fuoriuscendo dai fori sul codolo, innescavano gli eventuali anelli di propellente addizionale e si espandevano nella culatta lanciando la granata. Questo semplice meccanismo consentiva cadenze di tiro massime di 25-30 colpi al minuto, mentre in condizioni normali era limitata a 5-6 colpi/minuto per evitare il surriscaldamento della canna.